# اشپانگن‌برگ (هسن)
شهر اشپانگنبرگ (به آلمانی: Spangenberg) در ایالت هسن در کشور آلمان واقع شده‌است.